# David Asseo
David Asseo (geboren 1914 in Istanbul; gestorben am 14. Juli 2002 ebenda) war von 1961 bis 2002 der Großrabbiner (Chacham Baschi) der Türkei.